# Arnold Bruggink
Arnold Jan Bruggink (Almelo, 24 luglio 1977) è un ex calciatore olandese, di ruolo attaccante.

## Carriera

### Club
Bruggink debutta in Eredivisie con il Twente, con il quale nella stagione 1995-96 diventa il capocannoniere della squadra. Nella stagione 1998-99 passa al PSV.
Con il PSV vince tre volte il campionato olandese e quattro volte la Johan Cruijff Schaal, oltre a giocare in UEFA Champions League, in più nel 2000 vince il premio di talento olandese dell'anno. Dopo sei stagioni al PSV nel 2003-04 si trasferisce in Spagna al RCD Mallorca, con il quale disputa la Coppa UEFA. Dopo appena una stagione in Spagna ritorna in patria all'Heerenveen, nel quale rimane due stagioni, disputando per due volte la Coppa UEFA. Nel 2006 si trasferisce di nuovo all'estero, stavolta in Germania, all'Hannover 96 con cui gli scade il contratto nell'estate 2010. Il 25 ottobre 2010 firma un contratto di un anno con il Twente con il quale l'8 maggio seguente vince la KNVB beker contro l'Ajax. Dopo una sola stagione, che lo vede scendere in campo sei volte, appende le scarpe al chiodo e termina la sua attività calcistica.

### Nazionale
Bruggink vanta due presenze con la nazionale olandese, entrambe nel 2000, una il 2 settembre nelle qualificazioni per i mondiali del 2002 contro l'Irlanda e l'altra il 15 novembre in un'amichevole contro la Spagna.

## Palmarès

### Club
- Supercoppa dei Paesi Bassi: 4

PSV Eindhoven: 1997, 1998, 2000, 2001
- Campionato olandese: 3

PSV Eindhoven: 1999-2000, 2000-2001, 2002-2003
- Coppa dei Paesi Bassi: 1

Twente: 2010-2011

### Individuale
- Miglior talento dell'anno in Eredivisie: 1

1999-2000